# Thomas Smith (Maler)

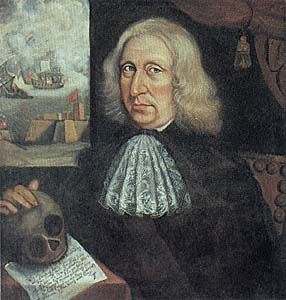
Kapitän Thomas Smith: Selbstporträt. Boston, um 1680

Thomas Smith (geb. vor 1675; gest. nach 1690) war ein englischer Seemann und Kapitän im 17. Jahrhundert, der von 1675 bis 1690 auch als Porträtmaler in der Region um Boston im Gebiet von Neuengland tätig war, dem Ursprung der englischen Kolonialisierung Nordamerikas.

## Erster namentlich bekannter Künstler der englischen Kolonien
Von Kapitän Thomas Smith stammt das erste auf Leinwand gemalte Porträt der englischen Kolonien in Nordamerika, das einem namentlich bekannten lokalen Künstler zugeordnet werden kann. Es entstand vor Ort wohl in Boston in der Zeit um 1680 und ist ein Selbstporträt, das als Besonderheit signiert ist und das Memento Mori Motiv darstellt. Thomas Smith kann anhand seiner strengen Kleidung auf seinem Porträt als ein englischer Puritaner identifiziert werden. Im Hintergrund klingen in der dargestellten Seeschlacht Elemente barocker niederländischer Malerei an. Das Seemotiv verweist auch auf den Beruf als Seekapitän.

## Das Werk des Malers
Ein anderes Porträt, das Kapitän Thomas Smith neben dem Selbstporträt zugeschrieben wird, ist das Porträt von Maria Catherine Smith, seiner Tochter. Das Porträt der Tochter folgt in der Formensprache und Kleidung noch mehr barocken Darstellungen. Nach Ansicht von Experten zeigt das zehn Jahre nach dem Selbstporträt entstandene Bild, dass sich Kapitän Thomas Smith als Maler weiterentwickelt und einem neuen Zeitgeist anpasst hatte.
Beide Gemälde sind relativ kunstfertig ausgeführt. Zusammen mit anderen Hinweisen vom Zeitpunkt der Zuordnung des Porträts von Maria Catherine Smith an Kapitän Thomas Smith und genealogischen Untersuchungen wird Kapitän Thomas Smith meist als Maler beider Porträts bestätigt. Allerdings schreiben in neuerer Zeit einige Experten wegen stilistischer Unterschiede im Detail das Bild der Maria Catherine Smith einem anderen Maler als Kapitän Thomas Smith zu.
Kapitän Thomas Smith werden neben dem signierten Selbstporträt aufgrund stilistischer Ähnlichkeiten im Allgemeinen folgende aus der frühen Periode der Kolonialzeit erhaltene Porträts zugeordnet:
- Selbstportrait. Um 1680. Worcester Art Museum, Worcester, Massachusetts (Inventarnummer 1948.19)
- Maria Catherine Smith. Um 1690/93. American Antiquarian Society, Worcester, Massachusetts
- Kapitän George Curwin. Um 1675. Peabody Essex Museum, Salem, Massachusetts
- Portrait eines Mannes (eventuell Elisha Hutchinson). Harvard University Portrait Collection, Cambridge, Massachusetts
- Major Thomas Savage. 1679 (Datiert). Museum of Fine Arts, Boston (Inventarnummer 1983.35)
- Kapitän Richard Patteshall. Um 1679 (Privatbesitz)
- Frau Martha Patteshall (geborene Woody) mit Kind. Um 1679. Museum of Fine Arts, Boston (Inventarnummer 1994.255)

Außerdem wird aufgrund von Dokumenten vermutet, dass Kapitän Thomas Smith der Maler von mindestens zwei weiteren heute verlorenen Porträts ist. Als verloren gelten die bei ihm um 1680 in Auftrag gegebene Kopie eines Porträts von William Ames für das Harvard College. Weiter wird ebenfalls nach Dokumentenanalyse vermutet, dass Kapitän Thomas Smith ein Porträt seiner eigenen Ehefrau gemalt hatte, das stilistisch zu dem Selbstporträt gehörte.

## Kunsthistorische Einordnung
Der Eifer bei der Suche nach einer Benennung und dem Aufzeigen der kunsthistorischen Bedeutung der ersten aus Europa stammenden, noch fast naiven Maler der Neuen Kolonien ist nicht unumstritten. Zumindest kann das Studium der frühen Porträts, die meist von heute nicht mehr namentlich bekannten lokalen Kunsthandwerkern, den sogenannten Limnern oder kunstfertigen Amateuren ohne formale Ausbildung wie Kapitän Thomas Smith ausgeführt wurden, den Bedarf an Selbstdarstellung erkennen lassen, der von Familien ausging, die in der Kolonie nach den Jahren des Aufbaus zum ersten Mal ab 1670 etwas Reichtum erzielten und auf wirtschaftlicher, politischer und militärischer Ebene Führungsansprüche anmeldeten.